# Kalevipoeg

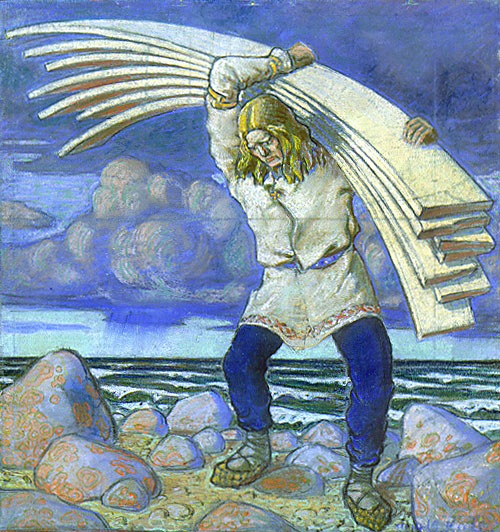
Ilustração para "Kalevipoeg" por Oskar Kallis

Kalevipoeg (em português: O filho de Kalev) é a epopeia nacional da Estónia, com 20 cantos e quase 20 000 versos, publicada em 1861, por Friedrich Reinhold Kreutzwald, que compilou e adaptou as lendas populares relativas a esse herói, na linha do Kalevala finlandês.